# 新堀川 (徳島県)
新堀川（しんほりかわ）は、徳島県小松島市を流れる神田瀬川水系の河川である。

## 地理
小松島市江田町に源を発し、同町を徳島県道120号徳島小松島線と並行しながら東流し、中田町・中郷町を経て小松島町で神田瀬川に合流する。上流の中田町で広尾川と分かれる。

## 支流
- 広見川

## 主な橋梁
- 新堀橋 - 徳島県道169号中田停車場線

## 河川施設
- 徳島県新堀川排水機場

## 流域の主な施設
- 建嶋女祖命神社
- 堀越寺 - 阿波秩父観音霊場第22番。